# Янтарное (Оренбургская область)
Янтарное  — село  в Сорочинском городском округе Оренбургской области России.

## География
Находится в западной части региона, в пределах возвышенности Общий Сырт, в степной зоне. Протекает небольшой водоток, запруженный на северо-западной окраине селения.

### Уличная сеть
- ул. Курмыш
- ул. Курская
- ул. Ленинская
- ул. Молодёжная
- ул. Орловка

## История
В 1966 году Указом Президиума ВС РСФСР село Пьяновка переименовано в Янтарное.
До 1 июня 2015 года село входило в Баклановский сельсовет Сорочинского района. После упразднения обоих муниципальных образований посёлок в составе Сорочинского городского округа.

## Население
| 2010 |
| ---- |
| 213  |

### Национальный состав
Согласно результатам переписи 2002 года, в национальной структуре населения русские составляли 87 % из 257 человек. 

## Инфраструктура
Основа экономики — сельское хозяйство. Действует Янтарный сельский клуб.

## Транспорт
Остановка общественного транспорта «Янтарное».